# Nimbacinus
Nimbacinus es un género extinto de marsupiales carnívoros. Este abarca a dos especies halladas en el Mioceno de Australia:
- Nimbacinus dicksoni Muirhead y Archer, 1990[1]
- Nimbacinus richi Murray y Megirian, 2000[2]

El nombre del género combina los términos nimba y cinus; el primero se deriva de una palabra que significa "pequeño" en el idioma Wanyi, hablado por los pueblos aborígenes asociados con el sitio fósil de Riversleigh, y la palabra del griego antiguo kynos, que significa "perro".